# Ellen Mattson
Ellen Mattson, née en 1962 à Uddevalla, est une écrivaine suédoise.

## Biographie
Elle obtient le prix Dobloug en 2009.

## Œuvres traduites en français
- Le Rivage de la joie [« Glädjestranden »], trad. de Martine Desbureaux, Paris, Mercure de France, coll. « Littérature étrangère », 2013, 378 p.  (ISBN 978-2-7152-3221-1)